# Signalizační bod

Struktura SS7 sítě; signalizační body jsou prvky označené SCP, SSP a STP

Signalizační bod (anglicky Signaling Point, SP) je v telekomunikacích uzel Signalizačního systému č. 7. Signalizační bod je tvořen souhrnem telekomunikačních zařízení, která vystupují jako jeden celek a mají přiřazenu adresu – kód signalizačního bodu. Protože SS7 je síťová (meziústřednová) signalizace, signalizační body nejsou telefony, ale telefonní ústředny a další zařízení potřebná pro provoz sítě, která si vyměňují informace pomocí signalizačních protokolů.
V tradičních telefonních sítích byly hlavními signalizačními body telefonní ústředny, které si předávaly zprávy potřebné pro spojování a ukončování telefonních hovorů. V sítích mobilních telefonů kromě těchto funkcí zajišťují registraci telefonů k síti, udržování informací, kde se telefon nachází, aby na něj mohly být směrovány příchozí hovory, a přenos SMS.
Signalizační body jsou propojeny signalizačními linkami.

## Rozdělení signalizačních bodů
Signalizační body lze rozdělit do dvou skupin:
- Signalizační koncové body (anglicky Signaling End Point, SEP), které jsou zdrojem nebo cílem signalizačních zpráv; dále se rozdělují na
  - Service Switching Point, SSP – telefonní ústředny
  - Service Control Point, SCP – signalizační body zpřístupňující Service Data Point (SDP) – databáze přístupné v signalizační síti, jako Domovský registr (anglicky Home Location Register, HLR), Návštěvnický registr (anglicky Visitor Location Register, VLR), Registr mobilních zařízení (anglicky Equipment Identity Register, EIR), autentizační středisko (anglicky Authentication Centre, AuC)
- Signalizační tranzitní body (anglicky Signalling Transfer Point, STP), které slouží jako routery nebo switche a přeposílají signalizační zprávy mezi jinými signalizačními body.

## Adresování
Každý signalizační bod má svoji adresu – kód signalizačního bodu (anglicky Signalling Point Code, SPC, příp. anglicky Point Code, PC). Systém číslování signalizačních bodů není celosvětově jednotný, ale je rozdělen na mezinárodní systém a národní systémy, přičemž jednotlivé systémy mohou používat různou velikost a strukturu kódů signalizačních bodů. Signalizační body, které zajišťují připojení národních sítí do mezinárodní, proto mají dva kódy signalizačního bodu – jeden v národní síti a druhý v mezinárodní síti. Aby bylo možné propojovat mezinárodní hovory a posílat zprávy mezi různými sítěmi, musí existovat protokoly, které používají jednotný číslovací plán. K těmto protokolům patří Signalling Connection Control Part (SCCP), který kromě kódů signalizačních bodů používá pro adresování čísla nazývaná Global Title, která mají stejný tvar jako mezinárodní telefonní čísla.